# Grundsätze zur ordnungsmäßigen Führung und Aufbewahrung von Büchern, Aufzeichnungen und Unterlagen in elektronischer Form sowie zum Datenzugriff
Die Grundsätze zur ordnungsmäßigen Führung und Aufbewahrung von Büchern, Aufzeichnungen und Unterlagen in elektronischer Form sowie zum Datenzugriff (GoBD) sind eine Verwaltungsanweisung des Bundesministerium der Finanzen der Bundesrepublik Deutschland. Als Verwaltungsvorschrift sind die GoBD nur für nachgeordnete Verwaltungsbehörden und Bedienstete des Finanzministeriums verbindlich.

## Bekanntmachung
Die GoBD wurden durch Schreiben des Bundesfinanzministeriums am 14. November 2014 erstmals veröffentlicht. Sie lösen die Grundsätze zum Datenzugriff und zur Prüfbarkeit digitaler Unterlagen (GDPdU) und die Grundsätze ordnungsmäßiger DV-gestützter Buchführungssysteme (GoBS) ab. Eine am 11. Juli 2019 veröffentlichte geänderte Fassung der GoBD (Schreiben des Bundesministeriums der Finanzen an die obersten Finanzbehörden der Länder - IV A 4 - S 0316/19/10003) wurde zurückgezogen, da noch weiterer Abstimmungsbedarf bestand. Am 28. November 2019 wurde die Neufassung veröffentlicht, welche seit dem 1. Januar 2020 die Fassung vom 14. November 2014 ersetzt. Insbesondere aufgrund anderer gesetzlichen Regelungen ergab sich an verschiedenen Stellen Änderungsbedarf bei den GoBD, welcher mit Schreiben des Bundesministeriums der Finanzen vom 11. März 2024 umgesetzt wurde. Am 14. Juli 2025 wurde die zweite Anpassung veröffentlicht, mit Änderungen zum Thema elektronische Rechnungen.

## Inhalt
Die GoBD enthalten Vorgaben, die nach Sicht der Finanzverwaltung für alle EDV-Systeme relevant sind, die steuerrelevante Daten direkt oder indirekt erfassen oder verarbeiten. Bei Umsetzung dieser Vorgaben geht die Finanzverwaltung von der Einhaltung der Grundsätze ordnungsmäßiger Buchführung und der Erfüllung der Mitwirkungspflicht der Steuerpflichtigen für eine reibungslose Betriebsprüfung aus. Entgegen den abgelösten Verwaltungsvorschriften, die sich nur an die zur Buchführung Verpflichteten richtete, werden von der GoBD zusätzlich auch die Personen einbezogen, die nur einer steuerlichen Aufzeichnungspflicht unterliegen. Hierzu wird in Rz. 4 u. a. auf die Aufzeichnungspflicht nach dem Umsatzsteuergesetz sowie auf Steuerpflichtige, die ihren Gewinn nach Einnahmenüberschussrechnung ermitteln dürfen, verwiesen.
Mit der GoBD werden damit die Anforderungen, wonach die Bücher und Aufzeichnungen von Geschäftsvorfällen ordnungsgemäß erfolgen müssen, auf die hierbei eingesetzten EDV-Systeme ausgedehnt. Ein Geschäftsvorfall selbst kann damit nur ordnungsgemäß sein, wenn dies auch auf alle involvierten EDV-Systeme zutrifft. Hierzu enthält die GoBD Mindestanforderungen an Prozesse, Systeme, Datensicherheit, das Interne Kontrollsystem und an die Verfahrensdokumentation. Bei Einhaltung dieser Mindestanforderungen geht die Finanzverwaltung von in angemessener Zeit nachvollziehbaren sowie nachprüfbaren Aufzeichnungen aus und sieht die Unveränderbarkeit von Aufzeichnungen als gewährleistet an. Die Verantwortung hierfür liegt aber weiterhin bei den jeweils Steuerpflichtigen.

## Änderungen 2020
Mit der Neufassung am 28. November 2019 wurden folgende Punkte der GoBD ergänzt bzw. weiterentwickelt:
- Die Erfüllung der GoBD für Kleinstunternehmen bis 17.500 EUR Jahresumsatz ist nun „auch mit Blick auf die Unternehmensgröße zu bewerten“ (Rz. 15),
- Explizite Ausdehnung der Datenverarbeitungs- und Ablagesysteme auf Cloud Services (Rz. 20),
- Ergänzung der Zumutbarkeitsgründe bezüglich der Einzelaufzeichnungspflicht im Zusammenhang mit der Kassensicherungsverordnung (KassenSichV) (Rz. 39),
- Präzisierung der Voraussetzung für die periodenweise Verbuchung von Geschäftsvorfällen (Rz. 50),
- Nichtbeanstandung von gemeinsamer Erfassung von baren und unbaren Tagesgeschäften im Kassenbuch, wenn unbare Tagesumsätze gekennzeichnet werden und die Kassensturzfähigkeit der Kasse gegeben ist (Rz. 55),
- Explizite Erwähnung, dass Korrektur- bzw. Stornobuchungen auf die ursprüngliche Buchung rückbeziehbar sein müssen (Rz. 64),
- Ausdehnung der Belegsicherung mittels „bildlichen Erfassung“ (Rz. 68),
- Begrenzung der Belegfunktion auf das Format mit der höchsten maschinellen Auswertbarkeit mit dessen vollständigem Dateninhalt, wenn entsprechende Stammdaten, verwendeten AGB und verwendetes Layout laufend historisiert werden (Rz. 76),
- Erlaubnis der fotografischen Belegerfassung u. a. via Smartphone (Rz. 130),
- Voraussetzungen für die ausschließliche Aufbewahrung von konvertierten Unterlagen (Rz. 135),
- Bildliche Erfassung von im Ausland z. B. bei Dienstreisen entstandenen Belegen durch mobile Geräte (Smartphone) (Rz. 136),
- Voraussetzung für die Vernichtung von bildlich erfassten Papierdokumenten (Rz. 140),
- Ausdehnung des Datenzugriffs auf „im Rahmen der gesetzlichen Regelungen (z. B. Außenprüfung und Nachschauen)“ (Rz. 158),
- Einschränkung des Datenzugriffs nach durchgeführten Systemwechsel oder Auslagerung von aufzeichnungs- und aufbewahrungspflichtigen Daten auf die Datenträgerüberlassung (Rz. 164) sowie
- Hinweis auf die Bereitstellung der digitalen Schnittstelle der Finanzverwaltung für Kassensysteme (DSFinV-K) auf der Internetseite des Bundeszentralamts für Steuern (Rz. 178).